# Parmigianino
Pour les articles homonymes, voir Mazzola (homonymie).
Girolamo Francesco Maria Mazzola ou Mazzuoli, dit Parmigianino (en français Le  Parmesan), né à Parme le 11 janvier 1503 et mort à Casalmaggiore le 24 août 1540, est un peintre et graveur italien de la Renaissance et du début du maniérisme.

« Pour explorer les subtilités de l’art, il entreprit un jour de faire son autoportrait, en se regardant dans un de ces miroirs de coiffeur, de ceux en boule convexe. Ce faisant, voyant les effets bizarres que provoque la convexité du miroir… il lui prit l’envie de contrefaire toute chose selon son caprice. Donc, après avoir fait faire au tour une boule de bois, et l’avoir divisée en demi-boule de taille semblable à celle du miroir, il entreprit avec grand art d’y reproduire tout ce qu’il voyait dans le miroir et en particulier lui-même… Et puisque tous les objets qui s’approchent du miroir grossissent et que ceux qui s’en éloignent rapetissent, il y fit une main qui dessinait un peu grande, comme la montrait le miroir, et si belle qu’elle paraissait très vraie ; et comme Francesco avait belle apparence et le visage gracieux, plus celui d’un ange que d’un homme, son effigie sur cette boule avait quelque chose de divin. »

— Giorgio Vasari, Les Vies des meilleurs peintres, sculpteurs et architectes, « Francesco Mazzuoli, peintre parmesan ».

## Biographie

### La formation
D'après les archives du baptistère de Parme, Parmigianino est né le 11 janvier 1503. Son père est le peintre Filippo Mazzola et sa mère - comme le confirment d'autres documents - Maria di ser Guglielmo. Il est le huitième d'une famille de neuf enfants et fut baptisé deux jours après sa naissance,.
Les Mazzola, originaires de Pontremoli, s'étaient établis à Parme dès 1305. Ses oncles paternels, Pier Ilario et Michele, étaient également peintres. À la mort de Filippo, qui survint selon Vasari en 1505, ils prennent soin de Francesco et le dirigent vers l'étude du dessin et de la peinture. « Vieux et peintres de peu de renom » d'après Vasari, ses oncles sont en effet de modestes artistes, répétant une peinture provinciale d'origine ferraroise. Ils savent lui enseigner le bagage technique indispensable à un apprenti, mais il est aussi guidé dans sa formation par les nombreux exemples des peintres de l'école de Parme, tels que les fresques du Corrège et de Michelangelo Anselmi.

Grâce son sens de l'observation, il est capable également d’analyser les œuvres des lombards opérants à Crémone, tels que Altobello Melone, Giovanni Francesco Bembo et surtout Le Pordenone
Vasari le considère déjà comme un peintre autonome quand il est encore adolescent, en soutenant que « à l'âge de seize ans, après avoir fait des miracles en dessin, il fit un tableau de son invention, un Saint Jean baptisant le Christ, qu'il mena d'une façon telle, qu'encore qui le voit reste étonné qu'un garçon eût conduit si bien une telle chose. Ce tableau fut placé à Parme, à la Nunziata, où sont les moines des Zoccoli ». La tradition l'attribue à Parmigianino âgé de quatorze ans.
Les vicissitudes de ce Baptême de Christ, daté à peu près de 1519, sont chaotiques. Lors de la destruction de l'église de la Nunziata, le tableau est sauvé et déplacé vers une autre église appartenant à la même confrérie des Zoccolanti qui le vendent en 1706 au comte Carlo de la famille Sanvitale. Par la suite, il est volé et passe en Angleterre, où il est acquis par le Bode Museum de Berlin en 1821.
Il lui est encore attribué par l'Allemand Voss en 1923, mais aujourd'hui sa paternité est contestée par la plupart des spécialistes, dont certains n'y voient même pas la main d'un peintre italien. Pourtant dans les formes archaïsantes du tableau, on a voulu voir un écho corrégien avec une référence aux figures de son retable de la Madone se trouvant dans l'église de San Francesco à Correggio et maintenant à Dresde. On peut également y voir l'influence de la peinture de Francesco Francia, exprimée avec les moyens pas encore mûrs du très jeune artiste. Beaucoup de biographes, de Vasari aux plus modernes, voient Le Parmesan comme un élève du Corrège, et, en tout cas, il fut fortement influencé par ce maître.
La guerre entre les armées de l'empereur Charles Quint et celle de François Ier dévaste le nord de l'Italie et s'approche de Parme en 1521 ; les oncles envoient Francesco, avec leur apprenti Girolamo Bedoli, qui en 1529 épouse Caterina Elena Mazzola fille de Pier Ilario à Viadana, où Parmigianino, écrit Vasari, peignit « deux bois à détrempe, un Saint François qui reçoit les stigmates et Sainte Claire », à l'église des moines des Zoccoli, et l'autre, un Mariage de sainte Catherine , comportant beaucoup de figures, à San Pietro. Et personne ne doit croire que celles-ci sont des œuvres d'un jeune débutant mais bien celles d'un « vieux maître ».

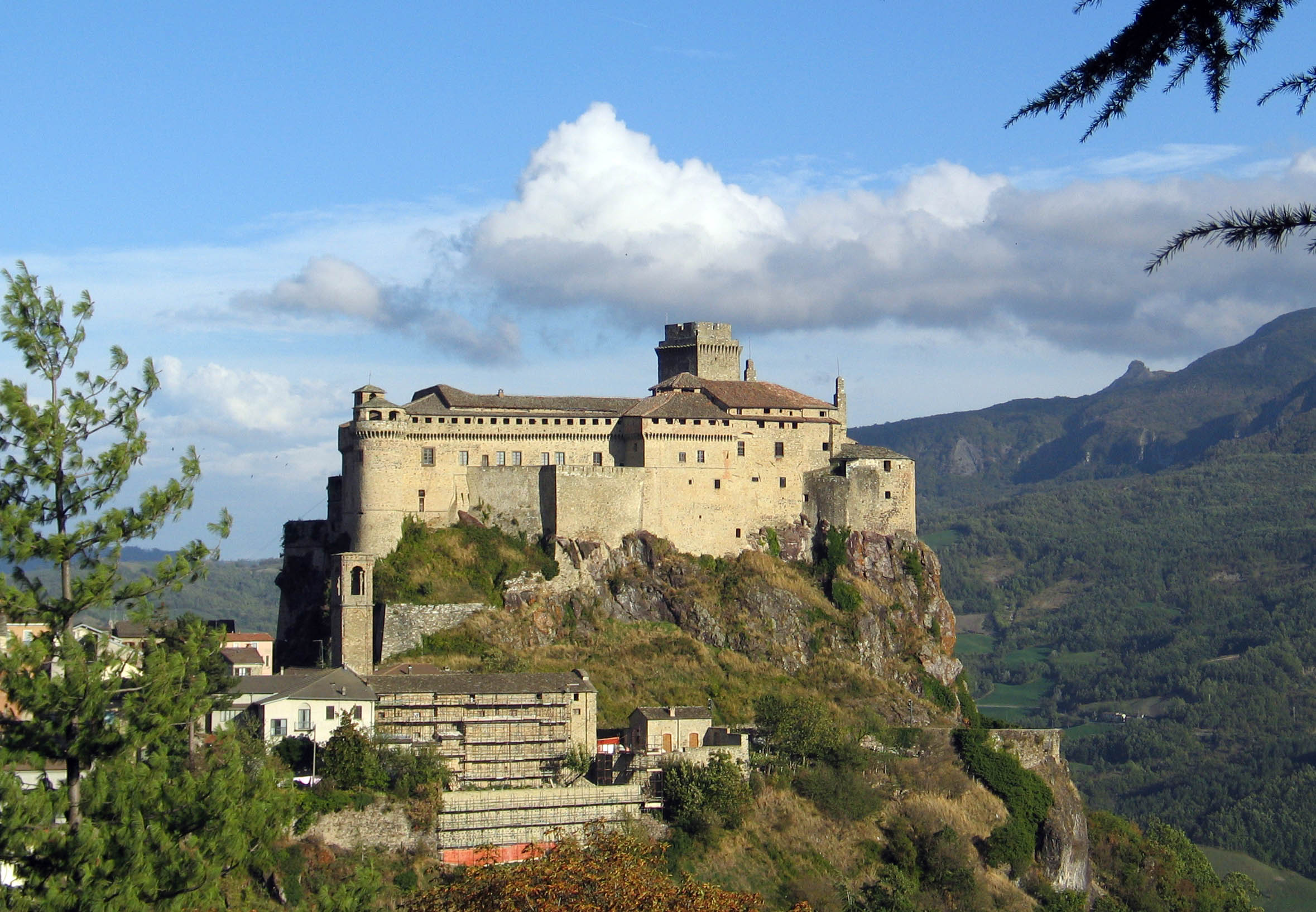
Le château des Landi à Bardi.

Le panneau du Saint François est perdu, tandis que le Mariage mystique de sainte Catherine et les saints Jean Baptiste et Jean l'Évangéliste, volé dans l'église de San Pietro di Viadana en 1630, a été reconnu et se trouve conservé encore à Bardi, près de Parme, dans l'église de Santa Maria. Le tableau, qui montre les origines corrégiennes de la formation du peintre, avec les références particulières au retable du Corrège à Dresde, introduit dans la figure de la Madone intronisée d'un mouvement circulaire, une torsion suggérée par le piédestal cylindrique, sur lequel elle est assise, et confirmée par les drapés de la Vierge et du Baptiste, gonflés et enveloppés autour des corps, par le demi-cercle de l'abside et par les colonnes à l'arrière-plan.
La très corrégienne Santa Barbara de profil à Madrid (Prado) doit être de cette année, car elle est proche, d'un point de vue stylistique du Mariage mystique de Bardi dont le dessin est conservé au musée Bonnat-Helleu de Bayonne.
La guerre prend fin en 1521 et Vasari écrit que « la guerre finie, il retourna avec son cousin à Parme […] il fit dans un bois à l'huile la Vierge avec l'Enfant au cou, saint Jérôme d'un côté et le bienheureux Bernard de Feltre de l'autre » - mais l'œuvre est perdue par la suite - et le 21 novembre Parmigianino collabore avec Le Corrège, Rondani et Michelangelo Anselmi aux décorations de l'église de Saint-Jean-l'Évangéliste.

### Les fresques de l'église San Giovanni Evangelista à Parme
Le Corrège y réalisa entre 1520 et 1524 : l’Assomption de la Vierge sur la coupole du Duomo.
Il est établi maintenant que les interventions du Parmesan se trouvent dans la première, la deuxième et la quatrième chapelle du côté gauche de la nef de l'église de l'abbaye Saint-Jean-l'Évangéliste.
- Dans la première chapelle, il a peint la Sainte Agathe et le bourreau qui semblent jaillir vers l’observateur, à la différence des Saintes Lucie et Apollonia qui restent serties dans une niche ; elles appellent l'attention à la manière de Michelangelo Anselmi, un Corrégien formé à Sienne dans l’atelier du Sodoma et de Domenico Beccafumi. Lui sont également attribués la frise et en dessous, le Père Éternel avec anges, aujourd'hui très abîmé.
- Dans la deuxième chapelle, il a peint Deux diacres en lecture, le présumé San Vitale ou peut-être San Seconde, les Angelots et Animaux et une fresque monochrome dans l’intrados de la chapelle. Le cheval cabré à côté du San Secondo est en relation directe avec un détail de la fresque exécutée deux années auparavant par Le Pordenone dans la cathédrale de Crémone, dont Le Parmesan atténue toutefois la gestuelle violente en l’estompant par un mouvement plus fluide des figures.
- La décoration de la quatrième chapelle est confiée le 27 février 1515 à ses oncles paternels Michele et Pier Ilario, mais l'insolvabilité du propriétaire de la chapelle, Nicolò Zangrandi, retarde les travaux qui ne commencent qu'en 1522 et qui sont confiés, cette fois-ci, au Parmesan, comme le montre un examen stylistique. La fresque de la coupole de l'église San Giovanni Evangelista terminée, on peut y voir une imitation du modèle corrégien. Les deux figures représentées, Saint Nicolas de Bari et Saint Hilaire de Poitiers, ont un modelé ample et monumental, mais plus sobre en comparaison des figures de l'église de Bardi qui montrent un léger mouvement de rotation[4].

### Les fresques de Fontanellato

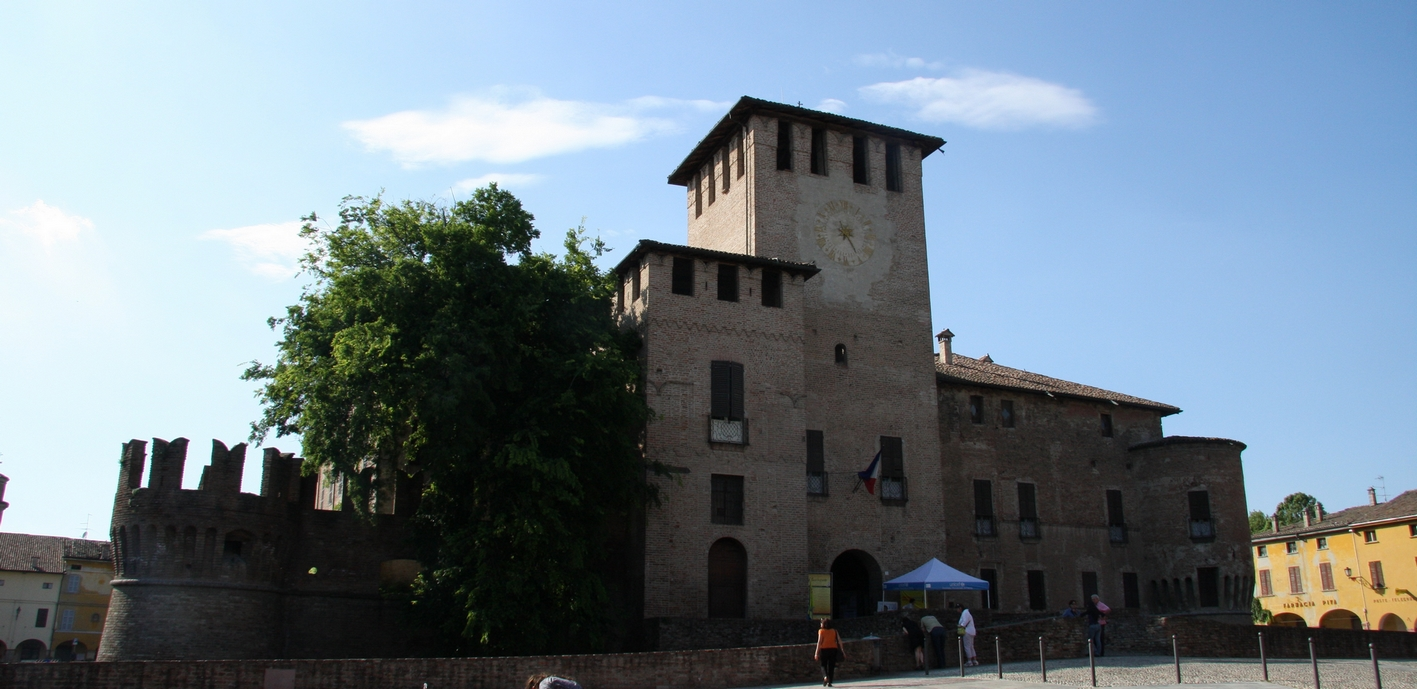
La forteresse de la famille Sanvitale à Fontanellato.

En 1523 ou, au plus tard dans la première moitié de 1524, avant son départ pour Rome, Parmigianino peint sur le plafond d'une chambre de la forteresse de la famille Sanvitale à Fontanellato, près de Parme, quatorze médaillons des épisodes de la fable ovidienne, Diane et Actéon, entremêlés de pendants où sont peints douze angelots. Le fond est celui d'une tonnelle suivie, plus en haut, d'une haie de roses et du ciel. Au centre du ciel, un miroir rond apporte l'inscription « RESPICE FINEM » (« Observe la fin »).
Les fresques se composent de quatre scènes, la Nymphe poursuivie des chasseurs, l’Actéon déchiré par ses chiens, l’Actéon transformé en cerf et la Nymphe à l'épi - où l'on représente Paola Gonzaga, la femme de son client Galeazzo Sanvitale - surmontées de la voûte avec les Putti. Le Parmesan reprend le schéma adopté par Corrège dans la « chambre de l'abbesse » du monastère Saint-Paul. Toutefois la rigidité du Corrège s’adoucit en une solution d’une stylisation enlevée et fluide.
Rodolfo Pallucchini (Lineamenti di Manierismo europeo) écrit qu'en ces fresques « il y a une prise de position linguistique plus précieuse et maniérée comparée à l'art corrégien, bien plus naturel et expansif [...] une méditation plus subtile et élégante de l'image, qui se constitue avec une préciosité d'accents absente dans la sensuelle plénitude du goût corrégien. Ceci débute pourtant un processus d'idéalisation de la forme subtilement intellectualiste ».
Au naturel expressif de la lumière et de la couleur, à la profondeur atmosphérique du Corrège qui, dans la Chambre de Saint Paul, à Parme, se libère des limites du plafond, Parmigianino choisit de bloquer l'espace en décorant la voûte de la chambre avec une sorte de ciselures précieuses et détaillées qui exaspèrent la représentation du réel jusqu'à en anéantir la vérité au moyen d'un artifice archaïsant.
Le mythe d'Actéon qui, ayant surpris la déesse Diane prenant son bain, fut transformé en cerf et ensuite déchiré par ses propres chiens, a été interprété comme une métaphore du procédé alchimique : l'union des principes masculin et féminin, où le chasseur Actéon, pourvu qu'il puisse s'approprier le principe divin - la déesse Diane - est disposé à se transformer de prédateur à proie, jusqu'à en mourir.
Appartenant  à la collection parmesane de Ranuccio Farnese et transféré ensuite à Naples en 1734 par le futur Charles Ier, le tableau du Portrait de collectionneur, daté de 1523, se trouve en Angleterre au XIXe siècle et est acquis par la National Gallery de Londres en 1977. C’est son premier exemple de portrait mais on ne connaît pas le nom de l’homme, reconnu comme collectionneur par les objets d'art représentés sur la table. Il s'impose par la force expressive de sa pose et par son regard tranchant et arrogant. La pièce, close et étroite, s'ouvre artificiellement vers l'extérieur par le paysage représenté dans le tableau adossé au mur. On en conserve des copies dans la Galerie des Offices à Florence et dans le Walker Art Center de Minneapolis.
Si la petite Sainte Catherine et deux anges de Francfort est parfois considérée comme une copie, le Portrait de Galeazzo Sanvitale à Capodimonte est l'original peint en 1524.
Galeazzo Sanvitale affiche dans sa main une médaille avec les chiffres 7 et 2, interprétés respectivement comme les symboles alchimiques de la Lune et de Jupiter. La médaille sur le chapeau, sur laquelle sont figurées les colonnes d’Hercule, serait aussi une référence alchimique au mythique héros grec. D’autres exemples de la force représentative du jeune artiste, la rigueur descriptive du détail précieux, le relief donné à la singularité du personnage et, à droite, la seule ouverture apparente à la végétation – si touffue qu’elle bloque l’espace et assume la fonction de variation de couleur d'un environnement clos, confirment l'intellectualisme fondamental de l'œuvre.

### À Rome

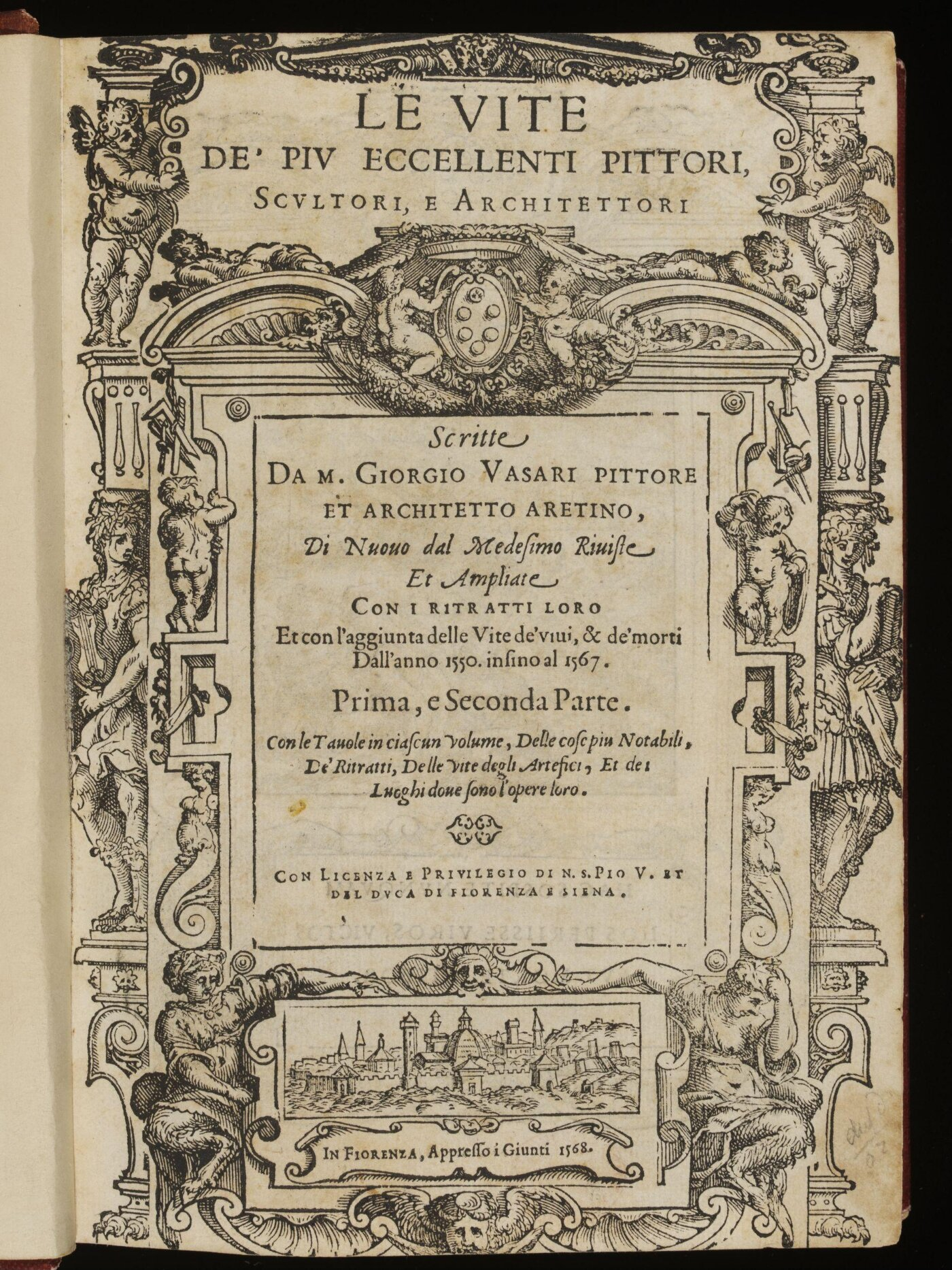
Le Vite de Vasari.

À la fin de l'année 1524, au terme d'une épidémie de peste, Parmigianino est à Rome. Vasari écrit que « désirant voir Rome […] il fit part de son souhait à ses vieux oncles qui, même s'il leur semblait peu digne de louanges, exprimèrent cependant leur contentement mais qu'il ferait bien d'apporter avec lui quelque chose qu'il aurait réalisé de ses propres mains pour faciliter ses entrées auprès des nobles et des artisans de sa profession. Cela ne déplut pas à Francesco qui peignit trois tableaux, deux petits et un autre très grand, représentant la Madone avec son fils à son cou qui prend quelques fruits à un ange, et un vieillard aux bras poilus, réalisés avec art et intelligence et aux couleurs gracieuses […] Une fois ces œuvres terminées […], il partit pour Rome accompagné d’un de ses oncles ».
Des trois tableaux cités par Vasari, on a reconnu la Sainte Famille, aujourd'hui au Prado de Madrid, qui montre, également en référence au Corrège, ce choix aristocratique déjà manifesté dans les portraits, et son célèbre Autoportrait au miroir convexe de Vienne qui, selon Vasari, lequel semble avoir été très impressionné par l'« invention » du jeune artiste, fut donné à Pietro Aretino : « je me souviens de l'avoir vu quand j’étais très jeune, écrit-il, à Arezzo, chez Pietro Aretino où il était considéré comme un objet rare par les étrangers de passage. Il tomba, je ne sais comment, entre les mains de Valerio Vicentino, tailleur de cristal et aujourd’hui, il est chez Alessandro Vittoria, sculpteur à Venise ».
On a également vu dans ce tableau, outre l’« angélique beauté » du peintre, citée par Vasari, et la nouveauté suggestive de l’invention, une manifestation de la nouvelle sensibilité maniériste ainsi qu'une référence alchimique, en ce sens que la rotondité du tableau correspondrait à la « première matière », le miroir à la méthode expérimentale alchimique et la mélancolie, qui transparaît sur le visage de Parmigianino, à un trait caractéristique de ceux qui s'adonnent à l'alchimie.
Même le Portrait de Lorenzo Cybo, daté au 1525 et cité par Vasari « Francesco fit le portrait de Lorenzo Cybo, capitaine de la garde du pape et très bel homme, et on peut dire que, plutôt qu'un portrait, il fit un être de chair et de sang » – confirme le choix intellectuel et sa grande acuité d'identification psychologique. Giulio Carlo Argan (Storia dell'arte italiana) écrit que Parmigianino « est conscient de la vacuité absolue de ses œuvres, de leur absurde réalité prenant la place de la réalité de la conscience. Il sent que dans la « haute » société de son temps, dans cette aristocratie à laquelle il s’adresse, l'artifice du cérémonial est en train de supplanter le comportement éthique, la vie morale ».

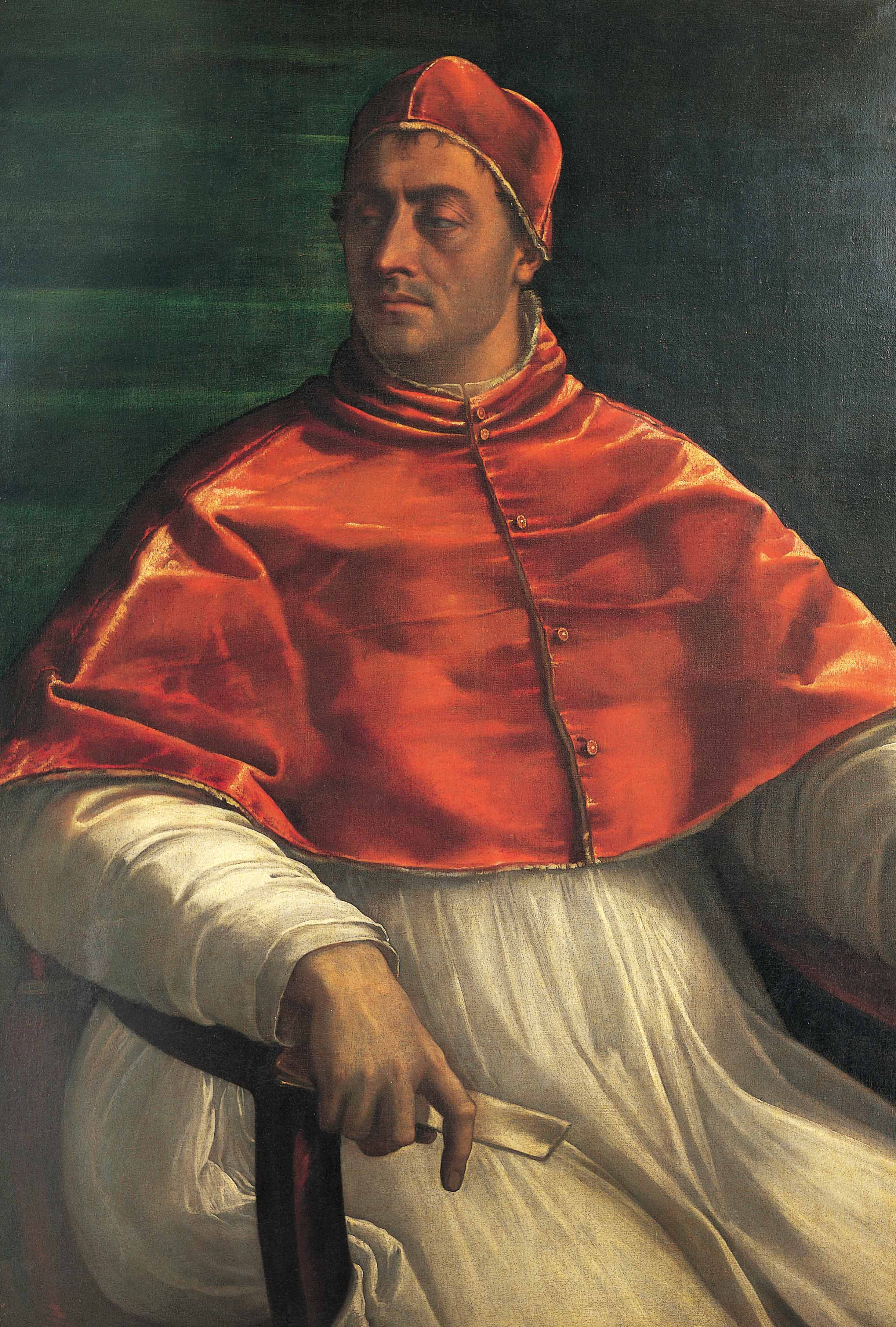
Clément VII, 1526.

À Rome, il ne travaille pas sur les fresques des palais du Vatican, comme le lui avait promis initialement le pape Clément VII, mais il étudie surtout Raphaël, mort trois ans plus tôt : « on disait que l’esprit de Raphaël était passé dans le corps de Francesco, à voir ce jeune doué d'un sens artistique exceptionnel et aux manières policées et gracieuses, exactement comme Raphaël et, surtout, comment il s’évertuait à l'imiter en toutes choses mais, avant tout, dans la peinture. Cette étude ne fut pas vaine puisque les nombreux petits tableaux qu'il fit à Rome, pour la plupart recueillis par le cardinal Ippolito de' Medici, étaient vraiment merveilleux ».
L’artiste entre en contact avec les disciples de Raphaël, - Perin del Vaga, Baldassarre Peruzzi, Polidoro da Caravaggio – et avec Sebastiano del Piombo et Rosso Fiorentino. Les aspirations de ce groupe satisfont ses exigences d'élégance raffinée et de décoration sophistiquée : son rapport avec Rosso – tous deux travaillent pour Baverio dei Caroccile, le même graveur à qui l'on doit les estampes tirées de leurs dessins – est le plus fécond pour la peinture du Parmesan : l'allongement exaspéré des visages du Florentin sera toujours présent dans les œuvres ultérieures de Parmigianino.
Les tableaux de son bref passage à Rome, encore existants, sont les suivants : 
- Le Mariage mystique de sainte Catherine
- Les tableaux qui lui sont attribués, Homme avec livre à la City Art Gallery de York
- Vierge à l’Enfant et saint Jean Baptiste à Naples – son tableau le plus classique et le plus raphaélesque, faisant référence à la Vierge au diadème de l’atelier de Raphaël au Louvre, pose, comme élément constitutif prédominant, le rapport entre les personnages et le paysage -
- Vision de saint Jérôme à Londres.

Le tableau Mariage mystique de sainte Catherine, vendu en 1800 par les Borghese au collectionneur anglais William Young Ottley et acquis par la National Gallery de Londres en 1974, traduit déjà l’apport raphaélesque dans son langage personnel maniériste, entre l'élégance aristocratique des attitudes et des gestes et une relation subtilement psychologique entre les personnages. Le cadrage inhabituel et la perspective anti-classique donnent une sensation d’enfermement, accentuée par l’enfilade des pièces éclairées par des sources de lumières successives jusqu’à la fenêtre de l’arrière-plan.
De la Vision de saint Jérôme, Vasari écrit qu’« une commande d’une Sainte vierge lui ayant été passée par Maria Bufolina de Città di Castello, un tableau destiné à une chapelle proche de la porte de l’église San Salvatore del Lauro, Francesco réalisa une Madone aérienne lisant avec un Enfant entre les jambes et au sol il plaça, agenouillé dans une extraordinaire et belle attitude, un saint Jean qui par le mouvement de rotation du buste montre le Christ enfant, et il a représenté, couché par terre, à demi visible, un saint Jérôme en pénitence en train de dormir ». Mais le tableau ne sera jamais placé dans l’église romaine de San Salvatore in Lauro : de l’église Santa Maria della Pace à Rome, il ira au palais Buffalini à Città di Castello, et ensuite en Angleterre, après son acquisition par la National Gallery de Londres en 1826.
Le tableau, peint en 1527, fut précédé d'un intense travail préparatoire : une vingtaine de dessins font état de la recherche d’une composition satisfaisante. Un de ces dessins, conservé dans la Galerie nationale de Parme, même s’il s’agit d’une simple esquisse, s’approche de la version définitive inversant complètement la composition initialement prévue à l’horizontale. Le personnage dominant du Baptiste qui tourne son puissant thorax michelangelesque, en indiquant de manière appuyée le groupe de la Vierge et de l’Enfant qui, debout, - plus adulte que dans les représentations traditionnelles - semble vouloir se détacher de sa mère – enfermée dans une pensée mélancolique – pour suivre le destin auquel il est appelé, tout en n’oubliant pas de prendre une attitude affectée empreinte d’élégance aristocratique.

### La période bolonaise

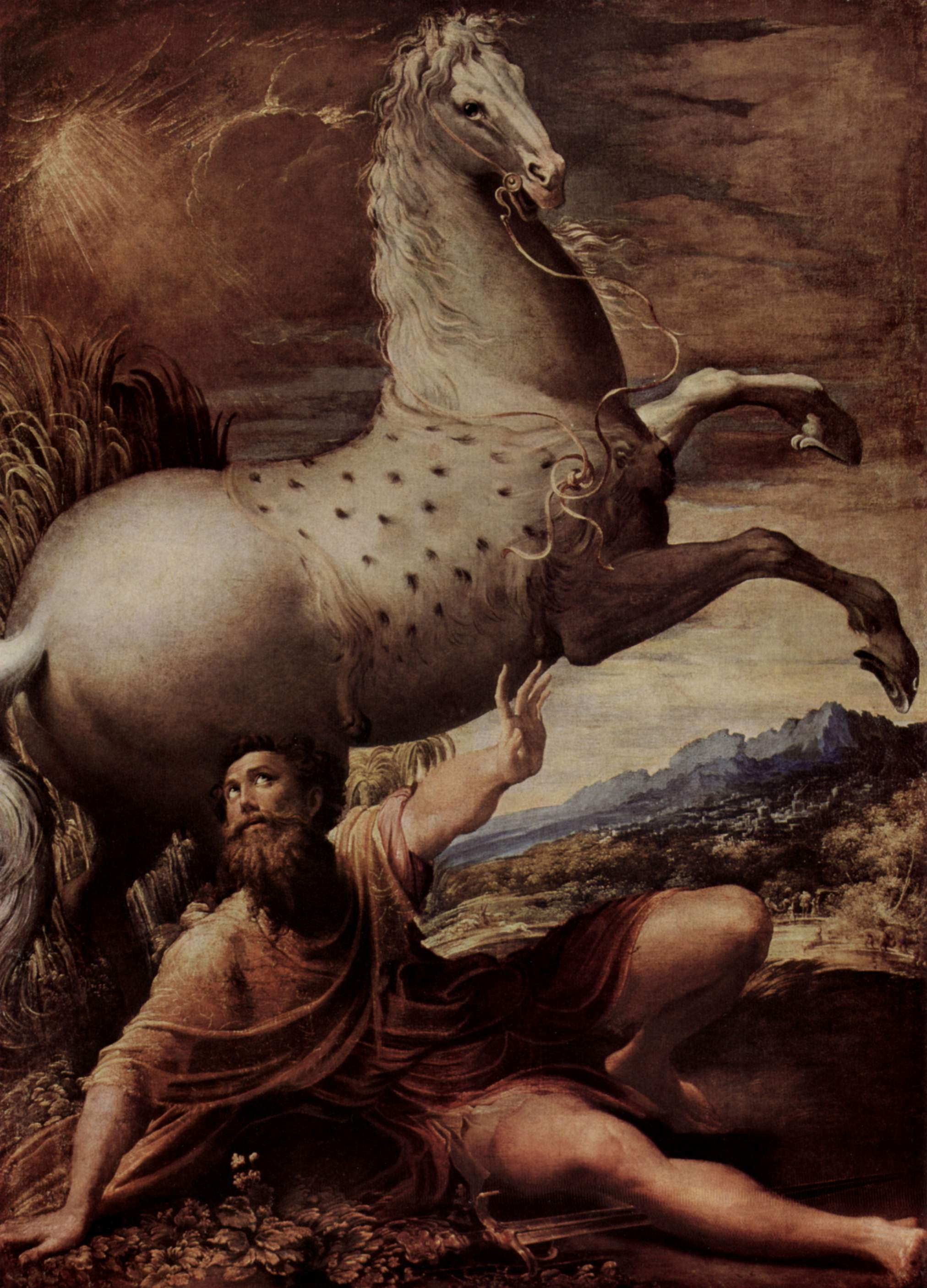
La Conversion de saint Paul, vers 1528, Kunsthistorisches Museum, Vienne.

Les lansquenets de Charles Quint assiègent Rome et y pénètrent, en la livrant au pillage. Vasari écrit que Parmigianino « au début du sac de la ville était si absorbé par son travail que, lorsque les soldats entrèrent dans les maisons et que déjà quelques Allemands se trouvaient dans la sienne, il ne se détourna pas de son travail malgré le bruit. Si bien, qu'en le voyant ainsi travailler, ils furent si étonnés de son travail qu’ils le laissèrent continuer, agissant en gentilshommes, ce qu’ils devaient être ». Mais, par la suite, emprisonné par d’autres soldats, « il dut payer une rançon des quelques écus qu’il possédait. C’est ainsi que son oncle [...] décida, en voyant Rome presque en ruine et le pape prisonnier des Espagnols, de le reconduire à Parme ».
Il arrive en juin 1527 à Bologne et y reste quatre ans. Sa première œuvre est, selon Vasari, le Saint Roch et son chien de la basilique San Petronio, « auquel il donna une très belle allure […] en le représentant quelque peu soulagé de sa douleur à la cuisse occasionnée par la peste. Il le montre regardant vers le ciel, remerciant Dieu comme le font encore les gens pieux face à l’adversité. Il fit cette œuvre pour un certain Fabrizio da Milano dont il a fait le portrait les mains jointes et qui semble vivant. Le chien lui aussi semble tout naturel comme les paysages qui sont très beaux. Francesco excellait en toutes ces choses ».
Comme pour La Vision de saint Jérôme, il y ajoute un élément sentimental – les yeux au ciel du saint, le regard lourdement interrogatif du donateur, jusqu’à la participation sensible du chien – qui reste comme en suspens et irrésolu de l’emphase recherché de la posture de saint Rocco. C’était encore rare de trouver dans la tradition italienne qui a précédé la Contre-Réforme, la représentation d’un saint qui exprimât, seul, la médiation de l’exigence d’un dévot avec le Ciel.
À partir du commentaire de Vasari, « il fit pour Albio, un médecin parmesan, une Conversion de saint Paul avec beaucoup de personnages et un paysage, ce que fut une chose très rare », on a pensé attribuer à Parmigianino la toile de la Conversion de saint Paul à Vienne, toile anciennement attribuée par certains spécialistes à Nicolò dell'Abbate. Il existe toutefois un dessin qui reproduit avec peu de variantes cette toile et, si la référence à Héliodore chassé du Temple de Raphaël de Raphaël dans les Chambres vaticanes est bien évidente, la représentation non naturaliste du cheval, au cou gonflé et à la tête petite et effilée, aux brides réduites à des filaments bizarres, le caparaçon en soie, les vêtements légers du saint, les rehauts dorés de la surface, donnent au tableau la marque d’une invention décorative, d’une abstraction déformée.

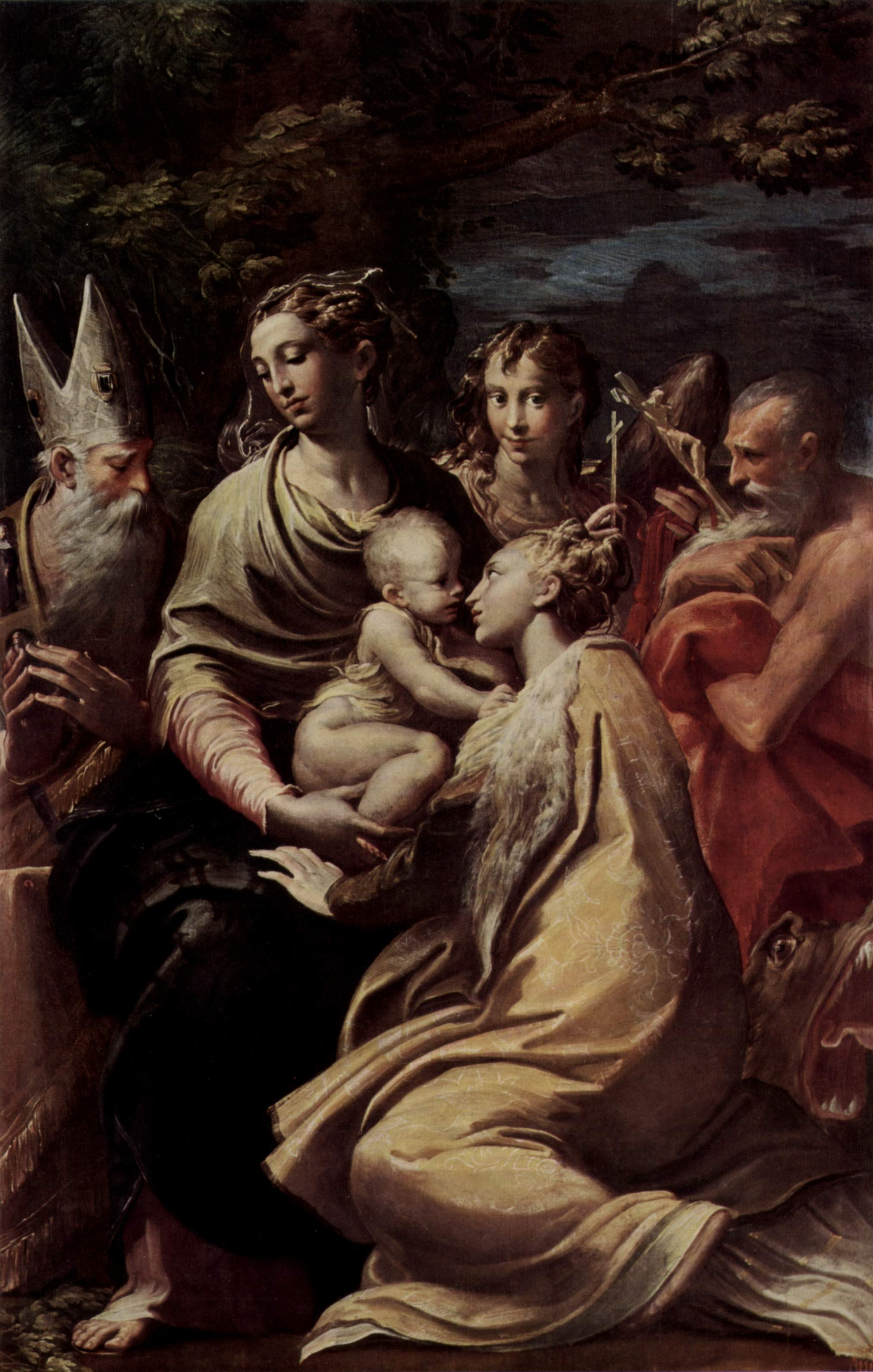
Vierge à l'Enfant et saints, 1528, Bologne, Pinacoteca Nazionale

Vers 1528 il réalise la composition de l’Adoration des Mages de Taggia. On attribua la paternité de ce tableau d’abord Perin del Vaga, puis à Luca Cambiaso et à Girolamo da Treviso, jusqu’à ce que Roberto Longhi la rende enfin à Parmigianino, en reconnaissant les analogies avec la Vierge à l’Enfant du Courtauld Institute de Londres (collection Seilern) et du grand retable de la Vierge à l’Enfant et les saints à Bologne.
Ce dernier tableau est exécuté pour les religieuses de Santa Margherita à Bologne, « une Vierge, une sainte Marguerite, un saint Petronio, un saint Jérôme et un saint Michel en grande vénération ». Terminé vers le 8 avril 1530, il est transféré dans la chapelle Giusti de l’église et est déposé ensuite au palais Guidi. Saisi par les Français en 1796, il retourne, de Paris à Bologne, en 1815.
Le tableau est l’expression – écrit Paola Rossi (L'opera completa di Parmigianino) - d’une « rare élégance formelle, où même les sentiments semblent distillés et comme suspendus dans une atmosphère froide et irréelle d’un début de nuit éclairé par la lumière de la lune : de l’intensité dans le détachement de la Vierge et des deux saints en passant par la douceur alanguie des regards réciproques entre l’Enfant et Marguerite, jusqu’au sourire léger et ambigu de l’ange ».
C’est encore Vasari qui donne l’information suivante : « quand l’empereur Charles Quint vint à Bologne pour être couronné par Clément VII, François, en le voyant à l’occasion de ses repas, réalisa, sans l’interrompre, un très grand tableau où la Renommée le couronne de lauriers et où Hercule, sous la forme d’un petit enfant, lui tend le monde comme s’il voulait lui en donner la domination. L’œuvre, une fois terminée, fut présentée au pape Clément auquel elle plut tant qu’il envoya François, accompagné par l’évêque de Vasona, alors dataire, auprès de l’empereur pour la lui montrer. Sa Majesté l’apprécia beaucoup et exprima le désir qu’on la lui laissât, mais François, mal conseillé par un ami, ou peu fidèle ou peu avisé, dit qu’elle n’était pas encore terminée et qu’il ne voulait la laisser. L’empereur, qui l’aurait sans doute récompensé, ne l’a pas fait. Ce tableau, venu aux mains du cardinal Hippolyte de Médicis, fut donné au cardinal de Mantoue et aujourd’hui au Duc, ainsi que d’autres belles et très nobles œuvres ».
Longtemps considéré comme disparu, le Portrait allégorique de Charles Quint, était connu par sa copie de Rubens. Un tableau réapparut en Angleterre en 1883, pour appartenir ensuite à un collectionneur romain, puis passé dans une collection privée des États-Unis a parfois été reconnu et exposé comme l'original (mais cela est contesté par de nombreux spécialistes qui y voient une copie d'atelier). La Renommée, que l’on peut mieux interpréter comme la Gloire tient une palme, symbole des conquêtes spirituelles au-dessus de la tête de l’empereur et, dans l'autre main, un rameau de laurier, symbole des conquêtes matérielles, au-dessus du globe soutenu par un angelot.

#### La Vierge à la rose

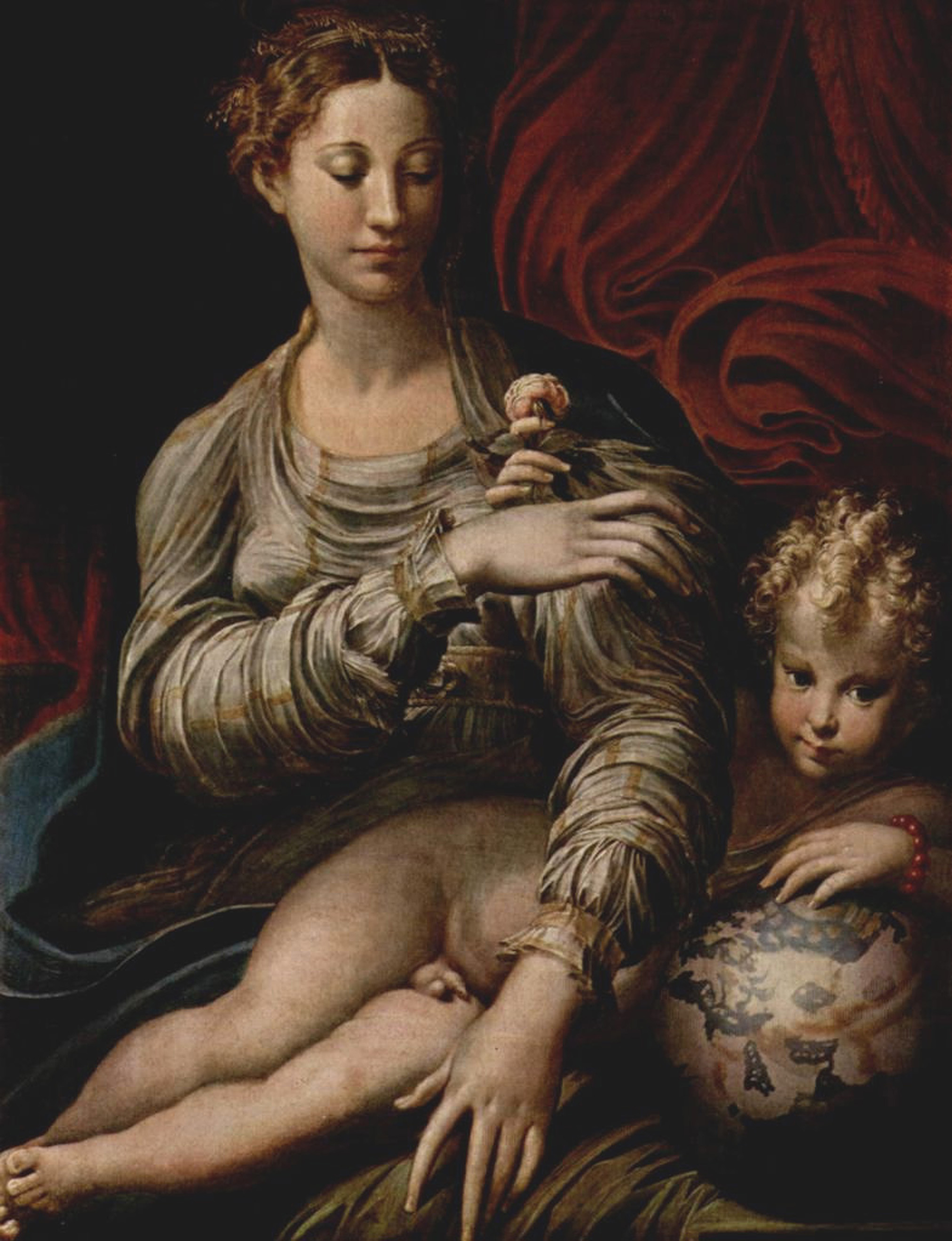
La Vierge à la rose, 1530, Dresde, Gemäldegalerie.

Vasari écrit encore que Parmigianino fit à Bologne, « un tableau de la Vierge à l’Enfant qui tient un globe terrestre. La Vierge est très belle et l'angelot est également très naturel : il faisait toujours en sorte que du visage des angelots se dégage une vivacité enfantine, propre à l’état d’esprit vif et malicieux qu’ont souvent les petits enfants. La Vierge est encore parée d’atours extraordinaires, d’une robe aux manches de voile jaune et presque entièrement ornées d'or. Elle est profondément gracieuse, si bien que, non seulement la chair semble réelle et d’une délicatesse extrême mais aussi qu’on ne peut pas voir des cheveux aussi bien rendus. Ce tableau fut peint pour Pietro l’Aretino mais, le pape Clément étant venu à Bologne, Francesco le lui donna et puis, je ne sais comment, il vint ensuite aux mains de Dionigi Gianni pour être aujourd’hui en la possession de Bartolomeo, son fils, qui l’a tant arrangé, qu’en ont été faites cinquante copies (réelles ou supposées) ».
La famille Gianni, ou Zani, le vendit en 1752 à Auguste III de Pologne pour sa collection de Dresde (aujourd'hui à la Gemaldegalerie). Si la rose et le globe tenus par l’Enfant devaient représenter le salut du monde opéré par le Christ, selon l'interprétation alchimiste de Fagiolo Dell'Arco, la rose, symbole de la rotondité, serait la « métaphore de la réussite de l'opus » et l’œuvre entière représenterait l'Immaculée Conception.
La robe transparente de la Vierge, la pose de l’Enfant aux cheveux bouclés et le bracelet de corail au poignet, les ondulations du rideau, donnent à la peinture une empreinte essentiellement profane, sensuelle même. Affò en vint à des conclusions identiques, que l’œuvre — commissionnée par Pierre L’Arétin — aurait dû représenter une Vénus et Cupidon. Cependant, l’hypothèse a été démentie par toutes les esquisses de Parmigianino. Les thèmes, qu’ils soient religieux ou profanes, sont soumis à l’irréversible adresse du style choisi par Parmigianino : élégance décorative, préciosité formelle et virtuosité recherchée dans la composition.

### Le retour à Parme
« Après avoir été tant d’années hors de sa patrie et avoir fait de multiples expériences artistiques, seulement auprès d’amis et non en fréquentant l’université, il s’en retourna finalement à Parme pour répondre à l’appel d’amis et de parents. Dès son arrivée, il se mit tout de suite au travail pour une voûte de la basilique Santa Maria della Steccata, une fresque assez grande. Parce qu'il y avait devant la voûte une petite arche qui s’incurvait comme elle et à hauteur de visage, il se mit à travailler dessus car c’était plus facile et il réalisa six personnages très beaux, deux en couleurs et quatre en clair-obscur et, entre les uns et les autres, quelques très beaux ornements qui mettaient en relief les rosaces au centre. »

— Vasari, Le Vite
.

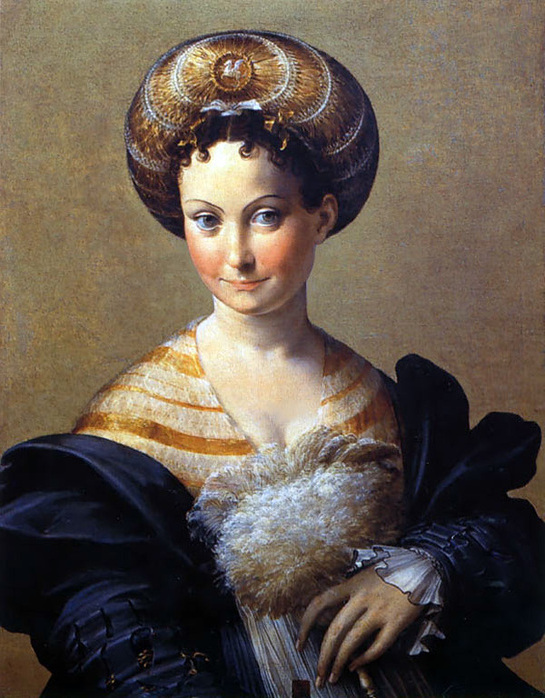
Portrait de femme, 1530, Parme, Pinacoteca Nazionale

Le contrat entre les marguilliers de l’église de la Steccata et Parmigianino fut signé le 10 mai 1531 : il prévoyait la décoration de l’abside et de l’intrados de la grande chapelle. Pendant ce temps le peintre avait réalisé son autoportrait et il termina cette année-là le Portait de jeune fille, maintenant à la pinacothèque de Parme, appelé L’esclave turque uniquement à cause du balzo, la résille qui retenait les cheveux donnant l’impression d’un turban oriental.
C’est l’un des portraits les plus expressifs, et parmi les plus connus, de l’artiste : la sensualité malicieuse du sujet est exaltée par le regard fixé vers l’observateur et par la science de la composition dans l’harmonie volontaire, tout en courbes, qui délimite le visage.
Certainement de la même période, l’Autoportrait présumé des Offices, le Portait du gentilhomme de Naples et le Portrait de la comtesse Gozzadini, aujourd’hui à Vienne, que, selon Vasari, Parmigianino aurait fait en même temps que celui de son mari Bonifacio, le laissant néanmoins inachevé vers le bas, comme en effet, on peut le voir à Vienne.
Le portrait de Bonifacio Gozzadini, s’il fut jamais commencé, est introuvable. Mais Gozzadini est aussi celui qui a commandé La Vierge à l’Enfant avec les saints Zaccharie, Madeleine et Jean, des Offices, acquis en 1533 et ensuite propriété du comte de Bologne, Giorgio Manzuoli. De là, il se retrouva aux Offices en 1605.

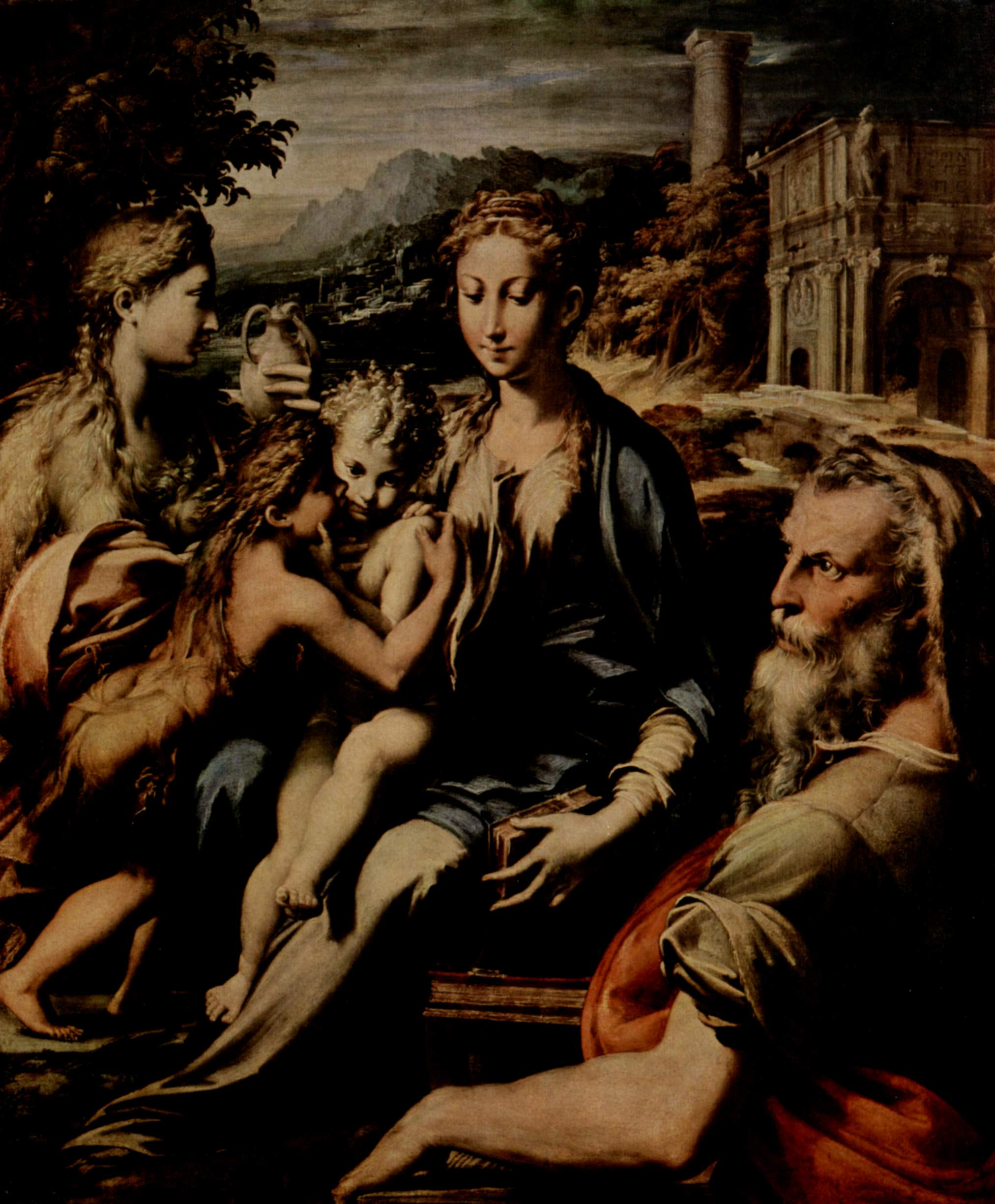
Vierge à l'Enfant et saints, vers 1530, Florence, Offices.

Décrit dans le document notarial comme pieta imago Beatae Mariae Virginis cum Bambino imaginis domini nostri Jesu Christi in brachio et imago S. Zacariae et imago domine Sancte Mariae Magdalenae, le traitement lumineux auquel Parmigianino soumet la surface, la rendant filamenteuse et iridescente, comme si la dépouille de l’enveloppe physique était jetée dans un creuset pour en éliminer les impuretés. La tentative d’atteindre une suprême élégance formelle passe donc par la transformation de la matière et, tout en maintenant la similitude avec la réalité terrestre, elle la traduit en une matière qui semble lunaire.
Le paysage qui a ici une importance inhabituelle, ne se soustrait pas, lui non plus, à ce processus de transformation et l’irréalité des architectures de rêve – l’arc avec la statue qui, le regard emphatique vers le haut, semble vivante et l’énorme colonne isolée de façon insensée – confirme et accentue la sensation d’étrangeté et d’appartenance à une autre réalité et à un autre temps. C’est peut-être proprement dans ce processus de style l’authentique référence aux intérêts alchimiques de Parmigianino : le processus qui transforme la forme de la matière réelle pour en extraire la quintessence de sa pureté, la forme comme beauté pure.
« À cette même époque, écrit Vasari, il fit à Baiardo, gentilhomme parmesan et un de ses amis très intimes, dans un tableau un Cupidon qui fabrique un arc de ses mains : à ses pieds, il ajouta deux Amours, l’un, assis, tient le bras de l’autre et, en souriant, veut qu’il touche Cupidon d'un doigt, l’autre, qui ne veut pas le toucher, pleure en montrant sa peur de ne pas brûler des feux de l’amour. Cette peinture, qui est banale par ses couleurs, précieuse par son invention et gracieuse par sa manière particulière qui a été et est par ses artifices et par ce qui se fait de l’art de l’imitation et de l’observation, appartient aujourd’hui à Marcantonio Cavalca, héritier du chevalier Baiardo, ainsi que de nombreux dessins qu’il a rassemblés de sa propre main, dessins de toutes sortes, très beaux et biens finis... »
Il s’agit de Cupidon qui fabrique son arc, passé à Madrid et de là, acquis par l’empereur Rodolphe II en 1603, il fut gardé tout d’abord à Prague et ensuite à Vienne. Cupidon, de trois-quarts dos, est en train de fabriquer son arc en posant un pied sur des livres, allusion à la prééminence de l’Amour sur la Science -, pendant que les deux enfants, l’un un garçon, l’autre une fille, seraient Antéros, l’impulsion virile qui donne la force à l’amour et Liseros, le principe féminin qui l’éteint. En fait, le premier petit Amour saisit le bras du second qui résiste et pleure, cherchant à lui faire toucher Cupidon.

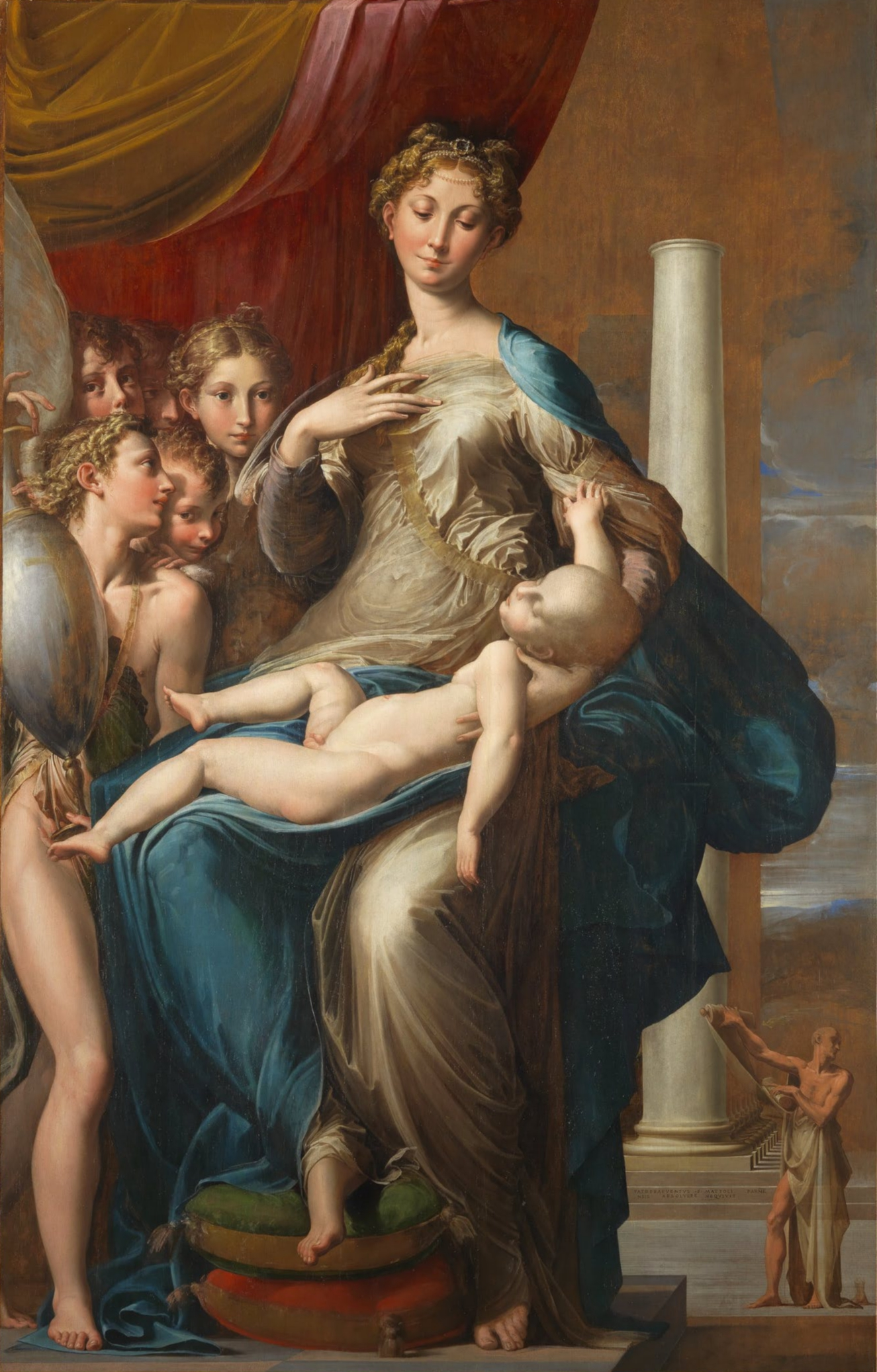
La Vierge au long cou, vers 1535, Florence, Offices.

Avec une malice perverse, le peintre a exprimé dans les visages des deux enfants – qui semblent être une réflexion sur les Amours du Corrège (mais aussi de raphaël dans la Vierge Sixtine), dans un esprit, certes désormais éloigné de celui-ci, mais en gardant la même aimable spontanéité - une grande fraîcheur qui réussit à mettre en second plan la tension érotique latente et le corps marmoréen du Cupidon, dont les ses ailes qui semblent faites de métal.
« Pour l’église de Santa Maria dei Servi il fit un tableau de Notre Dame avec son Fils dormant dans ses bras et sur un côté, plusieurs anges dont l’un porte au bras une urne de cristal avec, à l’intérieur, une croix que regarde Notre Dame. Cette œuvre qui ne le satisfaisait pas beaucoup, resta inachevée. Cependant on l’admire pour sa grâce et sa beauté. » C’est ainsi que Vasari fait référence à l’œuvre peut-être la plus fameuse de Parmigianino, La Vierge au long cou.
Elle fut commandée par Elena Baiardi pour sa chapelle personnelle dans l’église de Santa Maria dei Servi : comme l’atteste le contrat, en date du 23 décembre 1534, le Parmigianino, après avoir reçu un acompte, s’engageait à livrer le tableau à la pentecôte de 1535 et, en dédommagement, à mettre en gage sa propre maison. Et, en effet, la toile ne fut ni achevée ni livrée : inachevée dans sa partie droite et laissée dans l’atelier du peintre. À sa mort, une inscription fut placée sur le stylobate de la colonnade : FATO PREVENTUS F. MAZZOLI PARMENSIS ABSOLVERE NEQUIVIT. Laissée dans l’église en 1542, elle fut acquise par les Médicis en 1698 (Florence, Offices).
L’analyse de Hauser de cette peinture est la suivante : « on retrouve l’héritage des bizarreries de Rosso, les formes les plus allongées, les corps les plus élancés, les jambes et les mains les plus minces, le plus délicat visage de la femme et le cou le plus délicieusement modelé et le rapprochement des motifs les plus irrationnels que l’on puisse imaginer, les proportions les plus inconciliables et les formes les plus incohérentes de l’espace. Il semble qu’aucun élément du tableau ne s’accorde avec un autre, ni qu’aucune forme n’obéit aux lois naturelles, ni qu’aucun objet ne respecte la fonction qui lui serait affectée normalement. On ne sait pas si la Vierge est debout ou assise ou si elle prend appui sur quelque chose qui peut-être est un trône. Selon la loi de la gravité, l’Enfant devrait, d’un moment à l’autre, glisser des genoux. On ne sait pas si elle regarde l’Enfant ou si elle n’est préoccupée que d’elle-même, de ses propres pensées. On ne sait même pas où a lieu vraiment la scène : si c’est dans vestibule ou en plein air. Qu’est-ce qu’il y a là-bas, dans le fond ? Une rangée de colonnes ou un lourd rideau ? Et puis, que sont ces colonnes qui se trouvent là, sans chapiteau, complètement inutiles, pareilles à des cheminées d’usine ? Et que peuvent bien vouloir représenter les adolescents et les jeunes garçons rassemblés dans l’angle gauche au premier plan ? Des anges ? Ou plutôt un éphèbe avec ses compagnons en train de présenter une offrande à la Vierge, à cette idole idéalement gracieuse ? On serait ainsi arrivé là, où devait mener inévitablement ce genre de peinture sacrée : à un culte païen de la beauté ».
Il y a encore Fagiolo Dell'Arco pour donner une interprétation fondée sur les principes alchimiques et religieux : le thème du tableau serait l’Immaculée conception. Le vase, au premier plan à gauche, sur lequel a été visible, un moment, la croix citée par Vasari, ferait référence au sein de Marie. Il s’agirait du Vas Mariae, une allusion à la mort du Christ au moment de sa conception, selon l’idée des alchimistes que la naissance correspond à la mort. La colonne symbolise l’Immaculée conception et le long cou de la Vierge était déjà, depuis le Moyen Âge, un attribut de la Vierge - collum tuum ut columna.

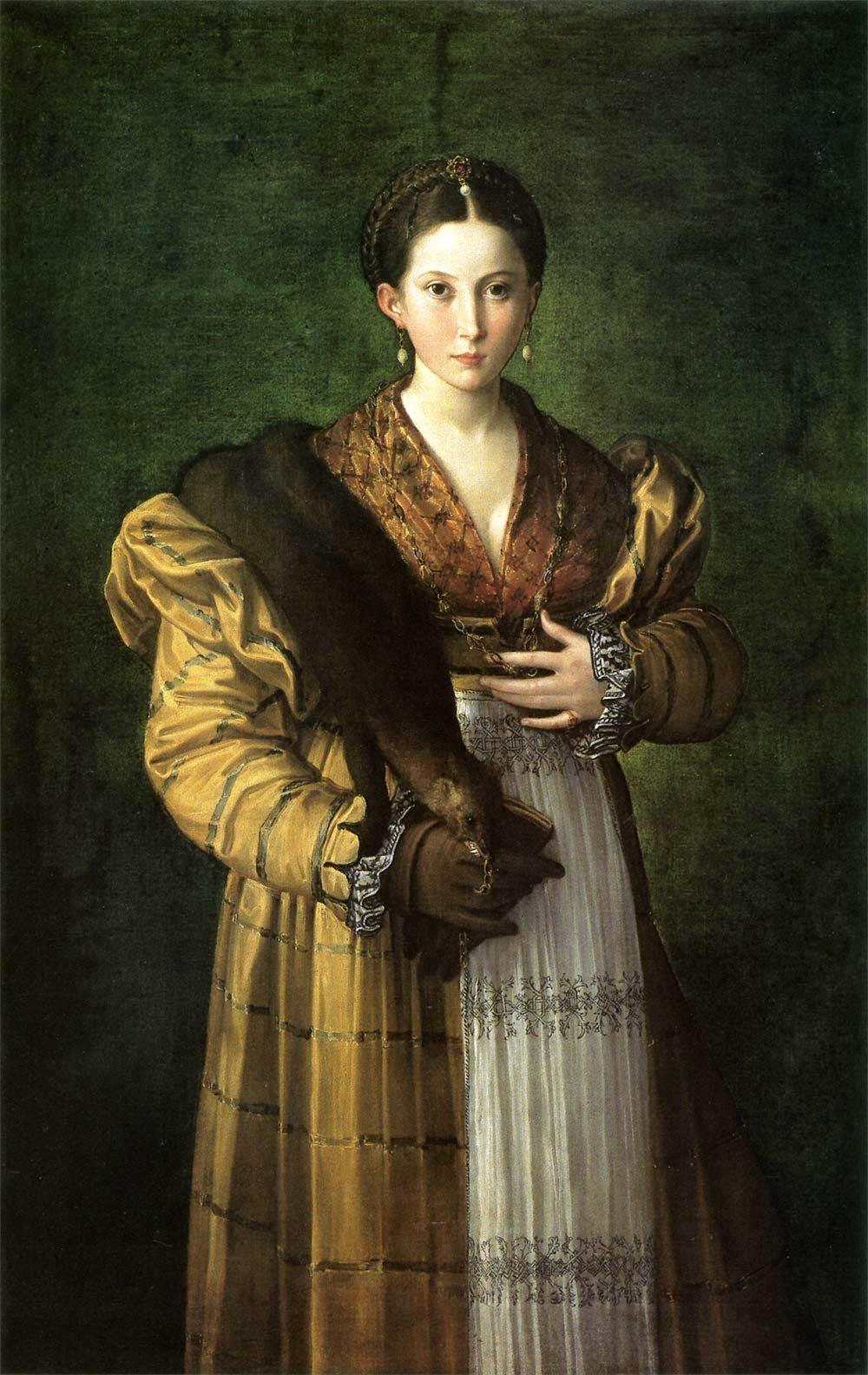
Portrait de femme (Antea), Naples, G. N. de Capodimonte.

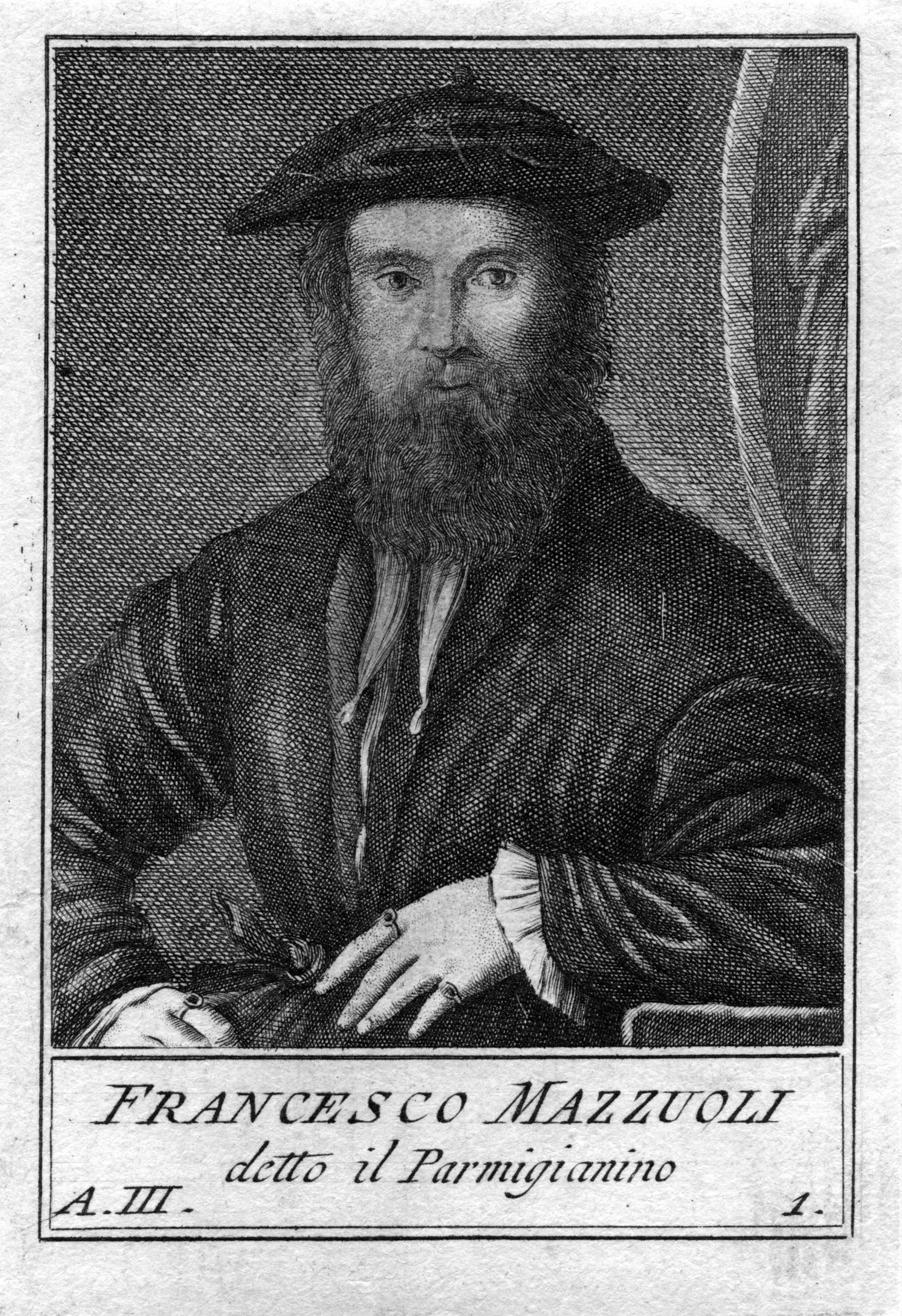
Portrait tardif

Identifiée sans preuve avec une courtisane romaine très connue à l’époque, le « Portrait de femme » de Naples (Capodimonte) est une apparition improvisée et inquiétante, un fantasme qui surgit de l’ombre. Le naturalisme est en fait, seulement apparent, nié par l’allongement « hallucinant de tout le bras et de l’épaule droite sur laquelle la fourrure en zibeline a un poids démesuré, par la déformation anormale que celle-ci, effrayée, d’un air résigné, affiche comme un pénible fardeau de la nature. (Bologne) » 
Pendant ce temps, il continue les fresques de l’église de Santa Maria della Steccata. Il reçoit deux paiements, l’un en 1531 et l’autre en 1532. En 1534, il reçoit 1 200 feuilles d’or nécessaires pour la décoration, d’autres encore en 1535 et en 1538 et les dernières le 12 avril 1539. En réalité, le travail devait être terminé en 1532. Dès le 27 septembre 1535, les marguilliers avaient exigé la restitution de 200 écus. Un compromis ayant été trouvé, un délai lui est accordé pour continuer à travailler. Mais, le 3 juin 1538, les marguilliers lui intiment l’ordre de restituer 225 écus pour défaillance. Il obtient un nouveau délai jusqu’au 26 août 1539 sans qu’il ait terminé son travail. La Confraternité fait appel aux voies légales et fait incarcérer Parmigianino quelques jours. À sa libération, le peintre quitte Parme et la Confraternité le congédie : par acte notarié du 19 décembre 1539, on note que « le maître Francesco Mazzolo ne pouvait plus, par aucun moyen, s’interposer ou empêcher de réaliser les peintures de la chapelle de la nouvelle église de la Madonna de la Steccata » et le travail est confié à Giulio Romano, qui exécute avec son atelier les autres murs non réalisés par Parmesan (le projet prévoyait, dans l’abside, un Couronnement de la Vierge et la décoration du grand arc du presbytère).
De 1531 à 1535, Parmigianino aurait produit les esquisses, passant à la fresque elle-même de 1535 à 1539 sur la paroi à droite du grand arc du presbytère, les Trois vierges folles, les monochromes d’Ève et d’Aaron, et sur la gauche, trois autres vierges folles et les monochromes de Moïse et d’Adam ainsi que des angelots sur les festons et une frise avec des personnages, des anges, des vases, des livres et des objets de culte.
De facture monumentale, les personnages assument des expressions d’une gravité profonde et inquiétante avec « un sens du classicisme, repris mais inédit, qui est le résultat le plus extraordinaire d’un contexte sans ambiguïté, fruit d’une sensibilité et d’un langage délicieusement maniéré » (Rossi). Sur la frise, on note « l’habileté de l’orfèvre, la passion pour la fusion des métaux, commune également aux alchimistes, ce feu rouge qui brûle étrangement les coudes des deux hommes qui, indifférents, l’effleurent. » (Ghidiglia Quintavalle)
Banni de Parme, l'artiste s'exile hors des portes de la ville à Casalmaggiore, où il s'adonne à l'alchimie. Il peint pour l'église de ce bourg un retable, La Vierge avec saint Étienne, saint Jean Baptiste et un donateur (Dresde, Gemäldegalerie), représentés sous une froide lumière lunaire.
Parmigianino est mort à Casalmaggiore le 24 août 1540 à l'âge de trente sept ans, probablement d'un empoisonnement au mercure. Selon Vasari, il voulait être enterré dans l'église des Servites près de Casalmaggiore, sans vêtements et avec une croix de cyprès sur la poitrine.

## Œuvres

### Peintures

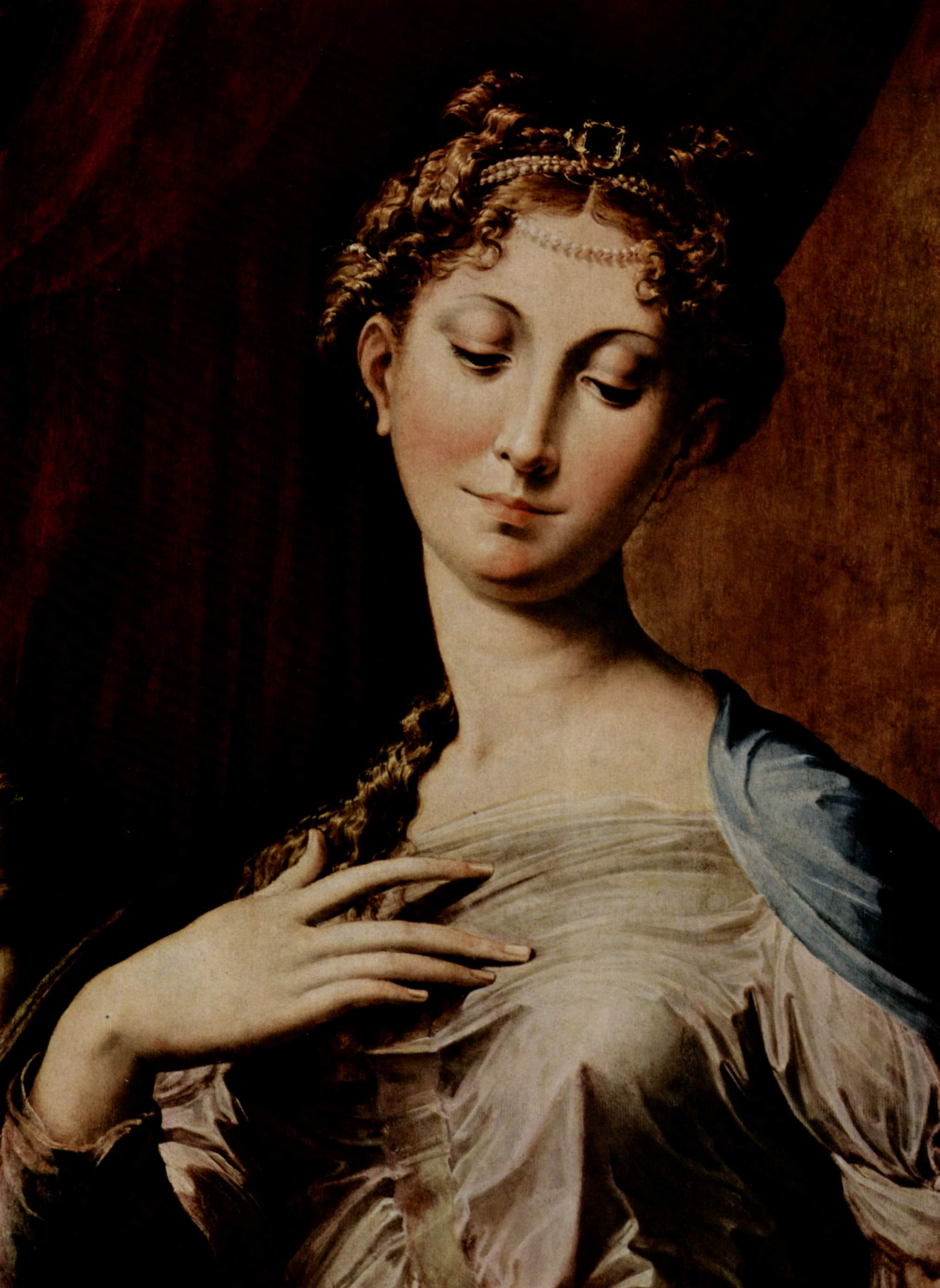
La Vierge au long cou, détail.

- Baptême du Christ (1519), attribué, 195 × 137 cm, Staatliche Museen, Berlin,
- Portrait de jeune homme (attribué au Parmesan) (v. 1520-1530) bois, 59 × 44 cm, musée du Louvre, Paris[11]
- Mariage mystique de sainte Catherine et des saints Jean Baptiste et Jean l'Évangéliste (1521), 203 × 130 cm, église de Santa Maria, Bardi,
- Sainte Barbara (v. 1521), 48 × 39 cm, musée du Prado, Madrid,
- Fresques (1522 - 1523), église de San Giovanni Evangelista, Parme,
- Fresques (1523 - 1524), forteresse, Fontanellato,
- Portrait d'un collectionneur (v.1523), 89 × 64 cm, National Gallery, Londres,
- Portrait de Galeazzo Sanvitale (1524), 109 × 81 cm, Musée Capodimonte, Naples,
- Sainte Famille (1524), 110 × 89 cm, Prado, Madrid,
- Autoportrait dans un miroir convexe (1524), tondo 24,4 cm, Kunsthistorisches Museum, Vienne,
- Adoration des bergers (1525), 59 × 34 cm, Galleria Doria-Pamphilj, Rome,
- Vierge à l'Enfant (1525), 60 × 34 cm, Galleria Doria-Pamphilj, Rome,
- Portrait de Lorenzo Cybo (1525), 126 × 104 cm, Statens Museum for Kunst, Copenhague,
- Mariage mystique de sainte Catherine (v. 1525), 74 × 57 cm, National Gallery, Londres,
- Homme qui suspend la lecture (v. 1525), attribué, 67 × 53 cm, Kunsthistorisches Museum, Vienne,
- Homme avec un livre (v. 1525), 70 × 52 cm, City Art Gallery, York,
- Vierge à l'Enfant (v. 1526), 63 × 51 cm, Courtauld Institute (collection Seilern), Londres,
- Sainte Famille avec le petit saint Jean, (v. 1527), 159 × 131 cm, Musée Capodimonte, Naples
- Vision de saint Jérôme ou La Vierge à l'Enfant entourée de saint Jean Baptiste et saint Jérôme (1527), 343 × 149 cm, National Gallery, Londres
- Saint Roch et donateur (1527), 270 × 197 cm, Basilique San Petronio, Bologne,
- Le Mariage mystique de sainte Catherine (v. 1527), bois (petite ébauche inachevée), 21 × 27 cm, musée du Louvre, Paris[11]
- La Conversion de saint Paul (v. 1528), 177 × 128 cm, Kunsthistorisches Museum, Vienne
- Adoration des mages (v. 1528), 120 × 94 cm, église de San Domenico, Taggia,
- Vierge à l'Enfant et saints (v. 1529), 222 × 147 cm, Pinacoteca Nazionale, Bologne,
- Portrait de jeune homme (v. 1529), 97 × 82 cm, collections royales, Hampton Court,
- Homme tenant un livre (v. 1529), Kunsthistorisches Museum, Vienne,
- Portrait de Pianerlotto (v. 1529), 52 × 42 cm, Galleria Borghese, Rome,
- Portrait allégorique de Charles Quint (v. 1530), 182 × 125 cm, attribué ou copie d'atelier, Rosemberg & Stiebel Gallery, New York
- La Vierge à la rose (v. 1530), 109 × 88 cm, Gemäldegalerie, Dresde,
- Portrait de jeune femme, appelé aussi L’Esclave turque ou La Femme au Turban  (v. 1530) 67 × 53 cm, Galerie nationale de Parme
- Vierge à l'Enfant, saint Zacharie, sainte Madeleine et le jeune saint Jean Baptiste (v. 1530), 75,5 × 60 cm, Galerie des Offices, Florence,
- Portrait de jeune femme (v. 1531), 50 × 46 cm, attribué, Kunsthistorisches Museum, Vienne
- Portrait d'homme, anciennement Autoportrait (v. 1531), huile sur bois, 88 × 68,5 cm, Galerie des Offices, Florence,
- Portrait d'homme (v.1531), 98 × 84 cm, Gallerie Nazionali di Capodimonte, Naples,
- Sainte Marguerite et sainte Cécile (v.1531), fresque, église de San Giovanni Evangelista, Parme,
- Trois têtes (1530 - 1534), fragment de fresque, attribué, Galerie Spada, Rome,
- Minerve (1530 - 1535), 63 × 46 cm, collections royales, château de Windsor,
- Cupidon fabriquant son arc (v. 1533), 135 × 65 cm, Kunsthistorisches Museum, Vienne,
- La Vierge au long cou (1535), 219 × 135 cm, Galerie des Offices, Florence,
- Antea (v. 1536), 135 × 88 cm, musée Capodimonte de Naples, Naples,
- Fresques (1535 - 1539), église de Santa Maria della Steccata, Parme,
- Portrait de gentilhomme (v. 1537), attribué, 117 × 98 cm, Kunsthistorisches Museum, Vienne,
- Portrait de Pier Maria Rossi di San Secondo (v. 1538, 133 × 98 cm, Prado, Madrid,
- Portrait de Camilla Gonzaga (v. 1538), 128 × 97 cm, Prado, Madrid,
- Vierge à l'Enfant et les saints Étienne et Jean Baptiste (1540), 253 × 161 cm, Gemäldegalerie, Dresde,
- Autoportrait (1540), 21 × 15 cm, Pinacoteca Nazionale, Parme,
- Lucrèce (1540), attribué, 68 × 52 cm, Musée Capodimonte, Naples
- Vierge à l'Enfant, Fort Worth, musée d'art Kimbell

### Dessins
- Mariage d'Alexandre et Roxane, Kunsthalle, Hambourg,
- La Guérison des malades, musée des beaux-arts, Angers,
- Étude des saintes Lucie et Apollonie ; Étude de Diane et Attéon, Kupferstichkabinett Gemäldegalerie, Berlin,
- Le Mariage de la Vierge ; Jeune homme avec chiens ; Autoportrait, Chatsworth Settlement, Chatsworth,
- Autoportrait avec un chien ; Jeune homme en pieds ; Étude de prophète ; Étude de nus ; Étude pour la décoration de la Steccata ; Étude de philosophe assis ; Étude de canéphore, British Museum, Londres,
- La Conversion de saint Paul, collection Seilern, Londres,
- Intérieur d'église avec la "Présentation au temple", Victoria and Albert Museum, Londres,
- Homme en pied ; Étude pour la décoration à rosaces de la Steccata, Galleria Estense, Modène,
- Femme assise; Descente du Saint-Esprit, Museo Nazionale di Capodimonte, Naples,
- Études pour le Moïse de la Steccata, Metropolitan Museum of Art, New York,
- Saint Jérôme assis chez un arbre ; Madone avec l'Enfant et le jeune saint Jean-Baptiste ; Marsia ; Jupiter et Antiope ; Étude de putti ; Étude de garçon ; Sainte Famille avec un ange; Étude de canéphores pour la Steccata ; Homme assis sur un bateau; Tête de chien ; Étude d'homme nu assis ; Madone et cinq saints ; Scène mythologique ; Deux putti en vol ; Sainte Cécilie qui joue le violon ; Homme assis sur une savonarola, Louvre, Paris,
- Marie-Madeleine lavant les pieds à Jésus ; La Vierge et l'Enfant, collection privée, Parme,
- Nu en pied de profil, Istituto Nazionale per la Grafica, Rome,
- Crabec, Nationalmuseum, Stockholm,
- Madone ; Sainte Famille et saints, collection privée, Suisse,
- Vierge et l'Enfant, saint Joseph et le jeune saint Jean Baptiste, Biblioteca Reale, Turin,
- Vierge et l'Enfant, saint Jérôme, saint François et d'autres figures, Gallerie dell'Accademia, Venise.
- Les Beaux-Arts de Paris conservent une dizaine de feuilles de l'artiste : 
  - Vierge baignant l'Enfant Jésus[12], plume et encre brune sur traces de stylet, H. 0,114 ; L. 0,080 m, inv. EBA 225
  - Présentation du Christ au Temple[13], plume et encre brune sur lavis brun et gris, H. 0,160 ; L. 0,234 m, inv. EBA 223
  - Tête de jeune homme[14], pastels de couleur sur papier bleu, H. 0,280 ; L. 0,190 m, inv. EBA 234
  - Étude de l'Enfant pour La Vision de saint Jérôme[15], sanguine, H. 0,238 ; L. 0,167 m, inv. EBA 221
  - Trois études pour une composition représentant Vénus désarmant Cupidon[16], plume, encre brune et lavis brun avec quelques rehauts de blanc, H. 0,169 ; L. 0,133, inv. EBA 222
  - Diane et trois lévriers[17], plume, encre brune, lavis brun et rehauts de blanc sur parchemin préparé jaune, H. 0,102 ; L. 0,072 m, inv. EBA 229
  - Groupe de figures près d'un piédestal : partie gauche du Sacrifice de Mucius Scaevola[18], pointe de métal et rehauts de blanc sur parchemin préparé jaune, H. 0,102 ; L. 0,072 m, inv. EBA 228
  - Tête de jeune femme pour L'Esclave turque[19], sanguine sur stylet, H. 0,103 ; L. 0,076 m, inv. Mas 2545
  - Étude d'une jeune femme en pied, tenant un bâton, de la niche et du bras d'Eve, pour l'église de la Steccata à Parme[20], plume et encre brune, lavis brun et rehauts de blanc, H. 0,117 ; L. 0,063 m, inv. EBA 231
  - Saint Christophe portant le Christ Enfant[21], plume et encre brune, lavis d'encre brune sur papier préparé rosé, H. 0,207 ; L. 0,147 m, inv. Mas 2367
  - Jeune femme en pied tournée vers la droite, tenant une épée à la main (Lucrèce ?)[22], vers 1540, plume et encre brune, lavis gris-brun et rehauts de blanc, H. 0,097 ; L. 0,065 m, inv. EBA 230
  - Lucrèce se donnant la mort[23], vers 1540, plume et encre brune, lavis gris-brun et rehauts de blanc, H. 0,117 ; L. 0,073 m, inv. EBA 232

## Doute sur l'authenticité d'une œuvre
La maison de vente aux enchères Sotheby's de New York qui avait vendu un Saint-Jérôme attribué à l'entourage du Parmigianino en 2012 pour 842 500 dollars, a remboursé son client en 2015, après que de la phtalocyanine, un pigment synthétique vert, a été trouvé par la société Orion Analytical sur plus de vingt endroits du tableau. Sotheby's a ensuite poursuivi le vendeur, Lionel de Pourrières, un marchand d'art luxembourgeois, qui a refusé de restituer la somme reçue de la vente. Il tenait le tableau de Giuliano Ruffini (en). Inconnu avant son attribution à Parmigianino en 1999 par Mario di Giampaolo, un ami de Ruffini, le tableau avait été exposé à Parme, Vienne et au Metropolitan Museum of Art de New York après la vente par Sotheby's et son authenticité reconnue par nombre de spécialistes comme Sylvie Béguin, conservatrice honoraire du musée du Louvre. Le tableau est désormais, comme la Vénus au voile attribuée à Cranach, placé sous séquestre par ordonnance du juge chargé de l'enquête pénale ouverte en 2015.

### Articles annexes
- Renaissance parmesane